# Coptosperma somaliense
Coptosperma somaliense är en måreväxtart som beskrevs av J. Degreef. Coptosperma somaliense ingår i släktet Coptosperma och familjen måreväxter.
Artens utbredningsområde är Somalia. Inga underarter finns listade i Catalogue of Life.